# Łyczezar Seliaszki
Łyczezar Seliaszki (ur. 26 września 1949 w Satowczy) – bułgarski poeta i tłumacz.
Absolwent filologii bułgarskiej Uniwersytetu Sofijskiego. Autor kilkunastu książek poetyckich, a także kilku tomów opowiadań i esejów. Jego wiersze były przekładane na język angielski, niemiecki, polski, rosyjski i serbski. Tłumaczył na bułgarski wiersze zebrane i książki poetyckie kilkunastu polskich poetów, m.in.: Agnieszki Herman, Stefana Jurkowskiego, Roberta Kani, Marzanny Bogumiły Kielar, Doroty Koman, Benedykta Kozieła, Marzeny Mackojć, Anny Marii Mickiewicz, Tomasza Mielcarka, Elżbiety Musiał, Stanisława Nyczaja, Haliny Poświatowskiej, Uty Przyboś, Tadeusza Różewicza, Anny Świrszczyńskiej, Grzegorza Walczaka, Beaty Zalot, Moniki Zawistowskiej, Marleny Zynger oraz powieść Aleksandra Nawrockiego. W 2014 otrzymał odznakę honorową „Zasłużony dla Kultury Polskiej”. Laureat Międzynarodowej Nagrody im. Józefa Łobodowskiego 2019. Członek m.in. Związku Literatów Bułgarskich i Związku Tłumaczy Bułgarskich.

## Publikacje
Wybrana twórczość własna - książki poetyckie:
- Samotne słowa (1991)
- Pożegnanie ze snem (1992)
- Inny głos (1998)
- Znaki (1998)
- 50 wierszy (1999)
- Przykuty Odyseusz (2001)
- Gra nieutulona (2004) - w języku bułgarskim i angielskim
- Geometria samotności (2005)
- Serce kamienia (2007)
- Elegie na cztery ręce (2008)
- Garść słów (2009) - wiersze wybrane
- Okruchy Babilonu (2012)
- Migawki (2014) - haiku
- Chrust do słońca (2014) - wiersze wybrane
- Inny głos (2014) - wiersze wybrane w przekładzie na język polski
- Wiersze wybrane (2016) - przekład na polski: Wera Dejanowa i Teresa Moszczyńska-Lazarowa